# Shingo Kunieda
Shingo Kunieda (国枝 慎吾 Kunieda Shingo?, nacido el 21 de febrero de 1984) es un jugador de tenis en silla de ruedas japonés. Es un tenista diestro cuya superficie favorita es la cancha dura. Fue entrenado por Hiromichi Maruyama. Es un ex número uno del mundo y fue el campeón mundial de la ITF de 2007 a 2010. También fue el número uno de fin de año en dobles en 2007. En 2007, 2009, 2010, 2014 y 2015 logró el Grand Slam individual. En 2007 y 2008, ganó tres de los cuatro eventos de la serie Masters. Es el único jugador en retener el título individual masculino en los Juegos Paralímpicos. Además, ganó la medalla de oro en dobles de los Juegos Paralímpicos en 2004, y ha sido parte de dos victorias en la Copa Mundial de Equipos. Con 101 títulos de carrera individual y en pareja, incluidos 42 títulos de Grand Slam, es considerado por muchos como el mejor tenista en silla de ruedas de todos los tiempos.
Mantuvo una racha de tres años con 106 victorias consecutivas. La racha comenzó después de su derrota en el Masters de 2007 y fue terminada por Stéphane Houdet en las semifinales del Masters de 2010. Entre enero de 2014 y diciembre de 2015, tuvo otra gran racha ganadora de 77 partidos, terminada por Joachim Gérard durante la fase de todos contra todos del torneo NEC Masters 2015. A pesar de perder un partido en esa fase, Kunieda se clasificó para las semifinales y llegó a la final, donde fue nuevamente derrotado por Gérard.

## Biografía
Debido a un tumor en su médula espinal encontrado cuando tenía 9 años, está paralizado en la mitad inferior de su cuerpo. Utiliza una silla de ruedas Ox Engineering. Se graduó de la Universidad de Reitaku en Japón, donde trabaja actualmente. 

## Carrera

### 2005-2008
Durante estos años ganó en Prostějov, Daegu, Seúl, y el título del Primer Super Series en Fukuoka Perdió en las semifinales del US Open a pesar de tener tres match points. Fue derrotado en el USD Open en pareja. Ganó en Atlanta, San Diego e Hiroshima. Fue subcampeón en los Masters. Volvió a ser derrotado en San Diego con Houdet. Ganó en Hiroshima con Fujimoto. Mientras en Masters perdió en las semifinales con Ammerlaan pero pasó a ocupar el tercer lugar  en Nottingham También ganó en Wimbledon.
Comenzó 2007 volviendo al número uno del mundo al ganar el Abierto de Australia en un partido de tres sets. Ganó los otros eventos Masters en Grand Slams con títulos en París y Nueva York. Ganó en Boca Ratón, Fukuoka, Notiingham, Utrecht y San Diego. También llegó a la final en Sídney, Prostějov y Parí. Sin embargo solo pudo llegar a las semifinales en Atlanta. Terminó el año como Campeón del Mundo. Con Ammerlaan ganó el Abierto de Australia, su primer título de Masters como equipo. En los otros Masters, perdió en la final de Roland Garros y Wimbledon, pero ganó en Nueva York con Saida. Con Jeremiasz ganó los dobles en Sídney. También se asoció con Saida cuando ganaron en Boca Ratón, Fukuoka, París, Nottingham y Atlanta. Aunque perdiendo en las finales de Utrecht y San Diego como pareja. Como equipo solo llegaron a las semifinales en los masters. Kunieda formó parte del equipo japonés que ganó la Copa Mundial de Equipos.
En 2008, ganó los dos títulos Masters que se ofrecían en Melbourne y París. También ganó títulos en Pensacola, Boca Ratón, Fukuoka y Nottingham. En los Juegos Paralímpicos de ese año ganó el título de tenis en silla de ruedas.Mientras con Saida ganó el Abierto de Australia. Como equipo también ganaron títulos en Pensacola, Boca Ratón, Fukuoka, siendo derrotados en Nottingham. En los Juegos Paralímpicos de 2008, perdieron en las semifinales, pero llegaron a reclamar la medalla de bronce. Con Scheffers ganó en Roland Garros. Kunieda llegó a las dos finales en Sídney, pero no pudo jugar en ellas debido a la lluvia. Fue nombrado Campeón del Mundo de la ITF en 2008.
En 2009, ganó el Grand Slam. Obtuvo títulos en Sídney, Fukuoka, Nottingham y St Louis. Fue nombrado Campeón del Mundo ITF 2009. En competencias de dobles ganó el Abierto de Australia junto a Ammerlaan. Como equipo también ganaron en Sídney y St Louis. También fueron finalistas en Wimbledon. Además ganó en Daegu junto a Saida Ayudó al equipo japonés a ubicarse en cuarto lugar.
En 2010 ganó los títulos en Fukuoka, París y San Luis, ganando de forma consecutiva su partido número 100 individual en el proceso. También se alzó con los títulos del Abierto de Australia y Roland Garros; incluyendo salvar 2 match points en Melbourne para mantener la racha. Ganó el US Open. Perdió en las semifinales de los masters individuaes y en pareja. Kunieda completó su temporada al ganar dos medallas de oro en los Juegos Asiáticos de 2010, ganando individualmente antes de combinarse con Saida para los dobles. Terminó el año como el campeón Mundial de la ITF.
En 2011, ganó títulos en Sídney, Kobe, Fukuoka y París. Una lesión en el codo lo obligó a retirarse de las dos finales del US Open USTA Wheelchair tennis Championships. En los Grand Slams, ganó ambos títulos en el Abierto de Australia. En Roland Garros perdió en las semifinales pero posteriormente ganó el US Open.
Kunieda comenzó su temporada 2012 con una semifinal en el Abierto de Japón. Luego guio a su país a las semifinales de la Copa Mundial de Equipos. Perdió en la final de Roland Garros pero ganó en pareja. Volvió a ganar el Abierto de Francia, donde en las semifinales derrotó a Houdet 12-10 por desempate en el set final. También ganó el Abierto de Suiza y por cuarta vez el Abierto de Gran Bretaña. Luego se convirtió en el primer hombre en defender con éxito el título individual masculino de los Juegos Paralímpicos.